# 徐穉佳
徐穉佳（？—1646年），字元孺，福建興化府仙遊縣人，明朝、南明政治人物。

## 生平
徐穉佳年幼聰穎，人稱神童，二十歲入學校，能孝順侍奉父祖；父親偶然生氣，他就跪下直至對方怒氣消散。崇禎十五年（1642年）舉壬午科福建鄉試，崇禎十六年（1643年）成進士，獲授行人，謹慎交遊，不陪伴游樂、不舉行宴會，北京失陷後曾回鄉供奉雙親；隆武時出任吏部驗封司主事、員外郎、郎中，福京失陷後亡殉難，妻子林氏自縊死，在孝祠祭祀。

## 引用
1. 1 2  錢海岳《南明史·卷四十三·列傳第十九》：（隆武）時吏部司官：……徐穉佳，字元孺，仙遊人。崇禎十六年進士。授行人，自驗封主事歷員外郎、郎中。福京亡，死難。妻林經死。
2. ↑  據《崇禎十五年壬午科京省題名錄》。清同治《仙遊縣志·卷二十九·人物志》：誤作崇禎六年癸酉陸希韶榜 ……徐穉佳 字元孺，癸未進士
3. ↑  同治《仙遊縣志·卷四十三·人物志》：徐穉佳，字元孺，由進士官行人司行人。幼聰穎，人號神童，弱冠入泮，事父事大父文以孝稱；父偶怒，穉佳跪伏必俟顏霽乃起。生平慎交遊，無狎客、無燕朋，致仕後奉雙親白課兒曹，山門內怡怡如也，祀孝祠。